# Maina (mytologi)
Maina är hos luhyafolket i Kenya i Afrika en anfadersgestalt, son till den som grundade stammen.
Maina orsakade dödens införande genom att förvägra en kameleont tillbördig gästfrihet.